# Calydorea
Calydorea é um género botânico pertencente à família Iridaceae.